# Gejza Adam
Gejza Adam (* 19. ledna 1951) je slovenský pedagog, aktivista romské menšiny a předseda Strany rómskej koalície, bývalý československý politik, poslanec Sněmovny lidu Federálního shromáždění za VPN, později krátce za HZDS a ODÚ-VPN, počátkem 90. let místopředseda Romské občanské iniciativy ČSFR.

## Biografie
Ve volbách roku 1990 zasedl za VPN do Sněmovny lidu (volební obvod Východoslovenský kraj), ovšem jako nominant Romské občanské iniciativy. Po rozkladu VPN přešel dočasně (v období květen 1991) do poslaneckého klubu HZDS, ale pak byl členem poslanecké frakce Občianska demokratická únia-VPN. Ve Federálním shromáždění setrval do voleb roku 1992. Byl zároveň místopředsedou Romské občanské iniciativy ČSFR (ROI).
V souvislosti s problémy v řešení česko-slovenského státoprávního uspořádání počátkem 90. let vedl Gejza Adam křídlo, které v rámci federální ROI akcentovalo slovenské pozice a samostatnou politickou organizovanost slovenských Romů. V lednu 1991 zaslali jeho stoupenci členům ROI telegram, v němž stálo: „ÚV ROI slovenský zjäzd vás žiadá neúčastnit sa v Brne. Doktor Gejza Adam, Košice.“ Stal se tak v rámci slovenské ROI protivníkem více federálně orientovaného Emila Ščuky. Ščuka na to reagoval následovně: „Na přelomu roku se od nás oddělila názorová skupina kolem poslance FS dr. Adama. Dr. Adam zastával názor, že dojde k osamostatnění Slovenska, tudíž není potřeba federální strany a že jediný politik, který to myslí se všemi dobře, je pan Mečiar..“ V roce 2000 je Adam zmiňován jako předseda Romské občanské iniciativy na Slovensku. Ta tehdy přišla s požadavkem uplatňování zákona o menšinových jazycích i pro romskou populaci.
Do slovenských parlamentních voleb roku 2010 kandidoval jako předseda Strany rómskej koalície, která ovšem získala jen necelých 7000 hlasů a nezískala parlamentní zastoupení.
Působí jako středoškolský učitel. Je ředitelem a pedagogem Střední umělecké školy v Košicích. Ta byla založena roku 1992 jako škola pro výuku hudby, tance a dramatu pro romskou i neromskou populaci.